# 대성1교
대성1교(大成一橋)는 경기도 가평군 청평면에 있는 북한강변을 통과하는 다리이다. 국도 제46호선의 경춘로 구간에 속해있으며 1981년에 착공하여 1987년에 완공이 되었다. 경춘로의 왕복 4차로 확장 공사에 의해 건설되었으며 동쪽 방향 (춘천시 방면)으로만 통행이 가능하다.